# Барна, Олег Степанович
Оле́г Степа́нович Ба́рна  (укр. Олег Степанович Барна; 18 апреля 1967, Нагорянка, Тернопольская область — 17 апреля 2023, Павловка, Донецкая область) — украинский политический деятель. Член партии «Блок Петра Порошенко». Народный депутат Украины VIII созыва.

## Биография
Родился 18 апреля 1967 года в селе Нагорянка Чортковского района Тернопольской области в семье сельских учителей Степана Михайловича и Светланы Людвиговны.

### Образование
В 1977 году окончил Нагорянскую начальную школу, в 1984 году — Ягельницкую среднюю школу.
В 1991 году окончил физико-математический факультет Тернопольского педагогического института (ныне Тернопольский национальный педагогический университет). В 1995 году получил специальность менеджера системы образования в Тернопольском институте последипломного образования, а в 2008 году — специальность юриста в Тернопольском национальном экономическом университете.

### Трудовая деятельность
С 1985 по 1987 год проходил службу в армии.
С 1991 по 2014 год работал учителем математики, физики, информатики, допризывной подготовки в Рыдодубовской и Белобожницкой школах.

### Общественная и политическая деятельность

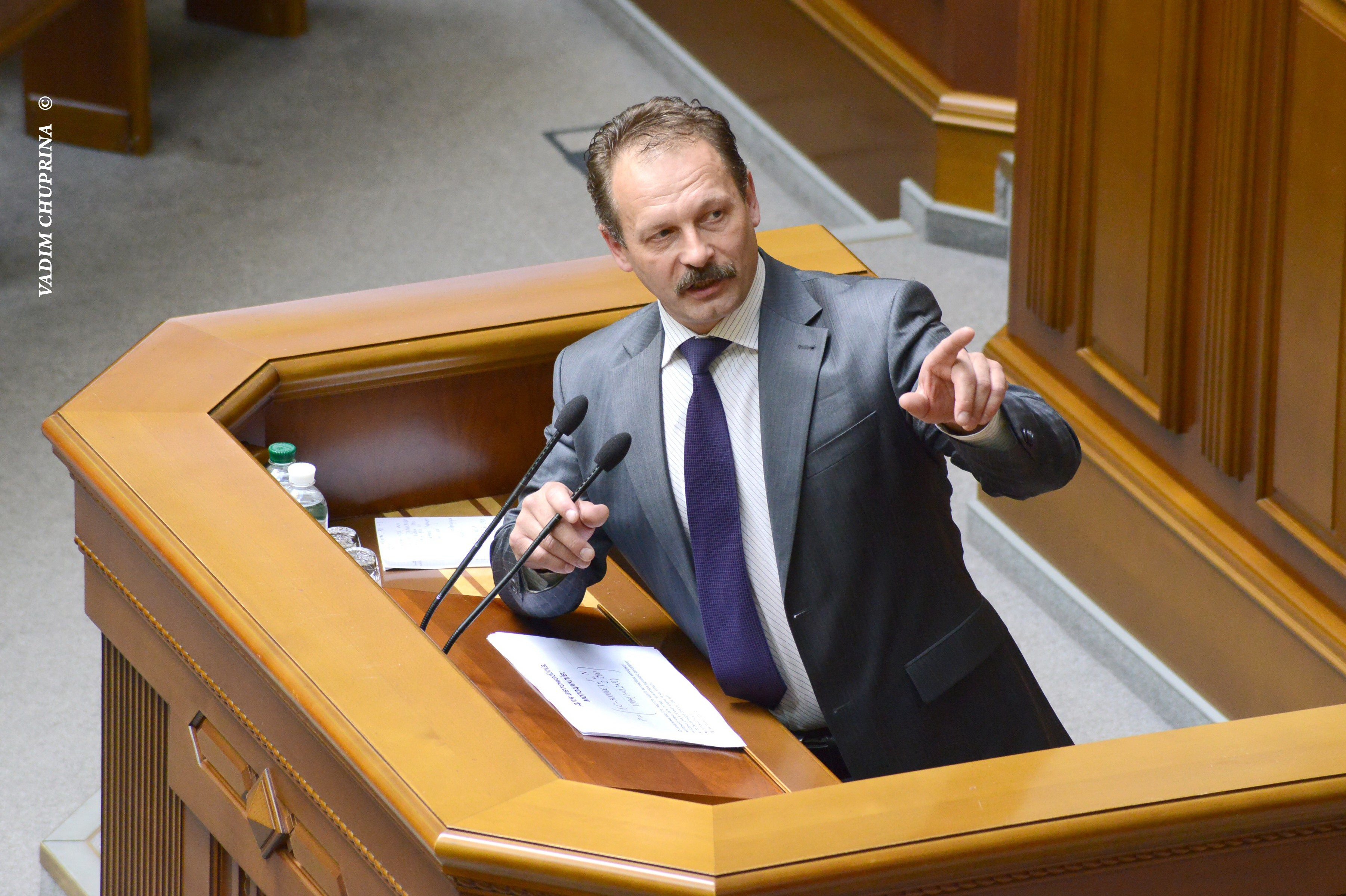
Олег Барна выступает с трибуны Верховной рады Украины в 2015 году

В октябре 1990 года, будучи студентом 5-го курса, принимал участие в голодовке и массовых акциях на площади Октябрьской Революции (ныне Майдан Незалежности) в Киеве, впоследствии вошедших в историю как революция на граните.
В 1996—1999 годах был одним из организаторов забастовок учителей Чортковского района.
В 1999 году создал Белобожницкую правозащитную группу. В том же году выдвигался в народные депутаты на довыборах в Верховную раду, однако снял свою кандидатуру в пользу Сергея Жижко — одного из основателей Конгресса украинских националистов.
С 2002 по 2010 год дважды избирался Нагирянским посёлковым головой. Принимал активное участие в акции «Украина без Кучмы», возглавлял окружные штабы БЮТ и Виктора Ющенко. Помогал перекрывать железнодорожные рельсы и остановить поезд «Москва-София» в 2004 году из-за отмены льгот сельским учителям.
Являлся участником Евромайдана. 18 февраля 2014 года в Мариинском парке был ранен в голову и в правое плечо, над правым глазом остался шрам от полученного ранения.
На досрочных парламентских выборах, прошедших 26 октября 2014 года, был избран народным депутатом Верховной рады восьмого созыва по одномандатному избирательному округу № 167 в Тернопольской области от Блока Петра Порошенко, набрав 28,53 % голосов избирателей. Входит в состав Комитета Верховной рады по вопросам предотвращения и противодействия коррупции. Также является членом семи групп по межпарламентским связям — с Канадой, Ливаном, Мальтой, Польшей, США, Францией и Эстонией.
Оказался в центре скандала 14 января 2015 года, когда с трибуны Верховной рады публично обматерил президента Российской Федерации Владимира Путина.
13 июля 2017 года Олега Барну окружили молодые люди, сказали, что они за него голосовали и высказали недовольство, что парламентарий пользуется неприкосновенностью. Барна сказал, что они не его избиратели, потому что не разговаривают на украинском языке. Затем депутата забросали яйцами под стенами парламента, а полиция, которая находилась рядом, никак на это не отреагировала.
17 ноября 2017 года Олег Барна зарегистрировал законопроект № 7314 об отмене бесплатного питания в школах. Согласно инициативе народного депутата, в общеобразовательных учреждениях с 1-го по 11 класс вводится обязательное питание. При этом около 30 % расходов на завтраки и обеды должны покрывать местные бюджеты, а оставшуюся сумму — родители или представители детей.
1 ноября 2018 года были введены российские санкции против 322 граждан Украины, включая Олега Барну.

### Участие в боевых действиях и гибель
После начала вооружённого конфликта на востоке Украины ушёл добровольцем в зону военных действий. Воевал в составе 128-й отдельной горно-пехотной бригады, являлся командиром миномётного расчета, имел позывной «Дядя Олег». В ходе боевых действий получил контузию.
С 2022 года, после полномасштабного российского вторжения, был стрелком, служил в 68-й отдельной егерской бригаде имени Олексы Довбуша.
Погиб 17 апреля 2023 года во время обстрела, от осколочного ранения в шею, предположительно в сонную артерию, так как бронежилет с защитой шеи отдал другому бойцу., возле Павловки. Он служил в звании сержанта на должности командира гранатомётного отделения. Похоронен в селе Белобожница, в Тернопольской области

## Скандалы

### Обвинения в служебном подлоге
Согласно прокуратуре Чертковского района в 2008 году Олегу Барне было предъявлено обвинение в служебном подлоге (ст.366 ч.1 УК) и превышении власти и служебных полномочий (365 ч. 2 УК Украины). По её версии, чиновник принимал распоряжения, противоречащие требованиям законодательства и на которые прокурором вносились протесты.
В 2009 году депутаты Нагирнянського сельского совета досрочно лишили Олега Барну полномочий головы, специальная рабочая группа Верховной рады обнаружила ряд сделанных им незаконных выговоров и освобождений работников, после чего были организованы новые выборы.

### Драка с Юрием Чижмарём
За свою политическую и общественную карьеру был участником ряда драк, его соперниками были как районные чиновники, так и коллеги по парламенту. 1 сентября 2015 года Олег Барна подрался в приёмной кабинета генерального продюсера телеканала NewsOne с депутатом от Радикальной партии Юрием Чижмарём, который получил перелом ребра.

### Потасовка с Арсением Яценюком

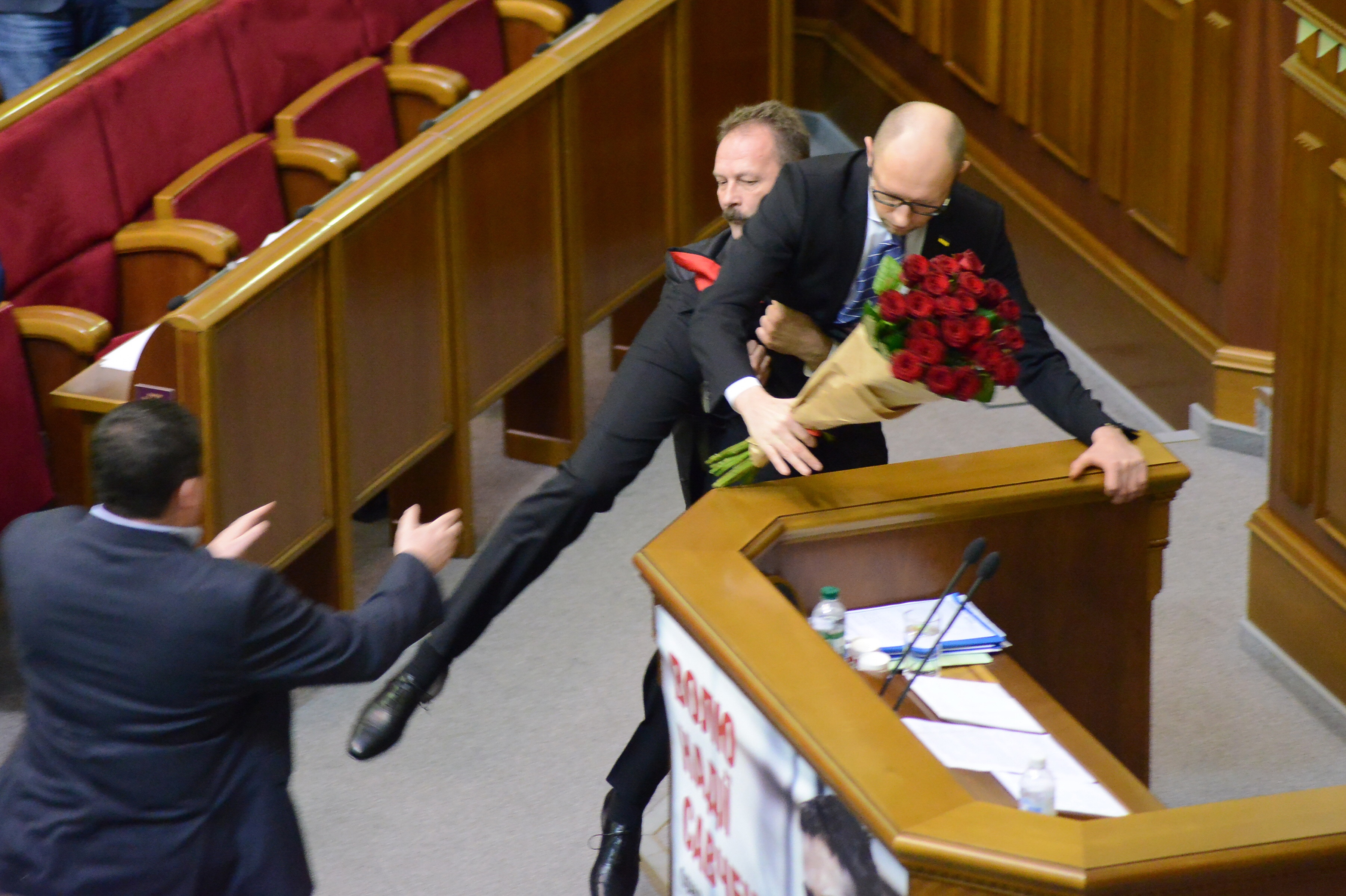
Инцидент с участием Олега Барны (в центре), Арсения Яценюка (справа) и Максима Бурбака (слева) 11 декабря 2015 года.

11 декабря 2015 года во время отчёта Премьер-министра Украины Арсения Яценюка устроил потасовку с ним и рядом других депутатов (в частности — однопартийцами премьера Максимом Бурбаком, Евгением Дейдеем и Андреем Иванчуком. Барна, собиравший подписи под проектом резолюции о недоверии правительству, принёс на трибуну букет роз, вручив его Арсению Яценюку, после чего приподнял Яценюка в воздух и попытался оттащить последнего от микрофона.
За это лишён права посещения пяти заседаний парламента и исключён из фракции Блока Петра Порошенко. Сам Олег Барна заявил, что решил выйти из фракции самостоятельно, и он не намерен складывать депутатские полномочия, а хочет остаться внефракционным.
26 января 2016 года первый заместитель председателя Верховной рады Андрей Парубий объявил об исключении депутата Олега Барны из фракции «Блок Петра Порошенко». 17 февраля 2016 года голосованием во фракции БПП было решено вернуть Олега Барну в её состав. Официально возвращение состоялось 29 марта, когда о нём сообщил Андрей Парубий.

### Сексистские высказывания
12 февраля 2016 года в эфире программы «Ток-шоу „ЧЕ“» 24 канала Олег Барна пригласил в свой номер трёх женщин-депутатов из фракции «Самопомощь» — Викторию Войцицкую, Елену Сотник и Ирину Подоляк, — для «принятия важных решений»: «Гостиница „Украина“, 519 номер, всегда вечером я там нахожусь. Заходите, будет и полезно, и приятно». В конце марта они потребовали лишить Барну права участвовать в пяти пленарных заседаниях. Виктория Войцицкая заявила: «В любой другой европейской стране это высказывание было бы расценено сексуальным домогательством и вполне могло бы стать основанием для серьёзного политического конфликта. Жаль, что в нашем постсоветском мире принято не замечать и „проглатывать“ такие вещи».

### ДТП с трамваем
В ночь на 15 июня 2017 года автомобиль Škoda, которым управлял Олег Барна, врезался в трамвай № 18 в центре Киева. В результате столкновения пустой трамвай сошёл с рельсов и из его окон вылетели стёкла. Барна с травмами различной степени тяжести был доставлен в Киевскую городскую клиническую больницу № 17.

### Избиение жителя Тернопольской области
3 ноября 2017 года житель села Джуринская Слободка Чортковского района Тернопольской области Игорь Мизерота заявил, что Олег Барна избил его, что привело к закрытой черепно-мозговой травме, сотрясению мозга и гематомам. По словам предпринимателя, он владеет прудом, который на протяжении трёх лет пытается получить Барна. Это и стало причиной конфликта: «Эта история длится три года, Барна из соседнего села, ему очень понравился мой пруд, он использует все возможности, законные и незаконные, какие только возможны, чтобы забрать пруд. Теперь у него нет аргументов, поэтому он воспользовался силой. Я понимаю, что ему ничего не будет, он в центре Киева сбил трамвай и ему это прошло». Барна отрицает факт драки. Однако районное отделение полиции открыло уголовное производство по статье «умышленное причинение лёгких телесных повреждений».

### Потасовка с участниками «Автомайдана»
9 декабря 2017 года Олег Барна приехал на акцию протеста против коррупции, устроенную активистами «Автомайдана» рядом с загородным домом генерального прокурора Юрия Луценко. Народный депутат ударил кулаком в глаз одну из участниц акции (Аллу из Днепропетровской области), в ответ автомайдановцы брызнули ему в лицо из газового баллончика. Барна заявил, что конфликт спровоцировали другие народные депутаты — Егор Соболев и Владимир Парасюк, эмоционально «накрутившие» людей.

### Перепалка с журналистом «1+1»
2 октября 2018 года народный депутат Олег Барна обматерил журналиста «1+1» Игоря Колтунова за вопрос о том, почему тот нарушает закон, используя неперсональное голосование («кнопкодавство»). Журналист заснял инцидент на видео и разместил в соцсети Facebook. Ранее в тот же день Барна проголосовал сразу за троих депутатов во время голосования за законопроект о внесении изменений в Уголовный кодекс по вопросу упрощения экстрадиции правонарушителей.
Из-за этого инцидента программа «Гроші» потребовала от Олега Барны сложить мандат народного депутата. В сюжете программы было заявлено, что Барна был фигурантом трёх уголовных дел. В частности, за избиение палкой человека Гусятинским районным судом Тернопольской области он был приговорён к трём годам лишения свободы. После происшествия с Колтуновым Барна потребовал лишить журналиста аккредитации в украинском парламенте. Ранее, в сентябре 2018 года, журналисты «Грошей» от имени Игоря Кононенко предложили Барне за 50 тыс. долларов проголосовать за выдуманный законопроект, якобы выгодный Кононенко. Из-за этого Олег Барна прервал свою поездку, вернулся в Киев, а когда понял, что это розыгрыш, стал оскорблять журналистов.

### Драка с Юрием Левченко
6 декабря 2018 года во время вечернего прямого эфира программы «Proпарламент» на телеканале «Рада» Олег Барна набросился с кулаками и повалил на пол депутата от партии «Свобода» Юрия Левченко. Барна напал на оппонента, когда последний напомнил про аварию с трамваем в Киеве: «Здесь человек показал свой уровень, человек, который пьяным врезался в трамвай в Киеве так, что трамвай перевернулся». По словам директора телеканала Владимира Леха, это была первая драка в эфире за 20 лет существования канала «Рада».

## Спортивная карьера
В 1994—1995 годах Барна становился серебряным призёром чемпионата Украины по зимнему полиатлону (стрельба, лыжная гонка, подтягивание на перекладине), а также принимал участие в международных соревнованиях в составе украинской сборной.

## Награды
Указом президента Украины № 336/2016 от 19 августа 2016 года награждён юбилейной медалью «25 лет независимости Украины».
- орден «За мужество» III степени (24 августа 2023, посмертно) — за личное мужество, проявленное в защите государственного суверенитета и территориальной целостности Украины, самоотверженное исполнение воинской обязанности.[48]
- В апреле 2023 года посмертно удостоен звания «Почетный гражданин Тернополя»[49]

## Семья
Был женат, воспитал двоих сыновей.
Брат, Степан Степанович Барна (род. 1979), ранее являлся депутатом Тернопольского областного совета и народным депутатом Верховной рады VIII созыва, глава Тернопольской областной государственной администрации (2015—2019).